# Bataille de Lucena
Reconquista (Guerre de Grenade)
Batailles
- Covadonga (722)
- Burbia (791)
- Lutos (794)
- Barcelone  (801)
- Clavijo (844)
- San Esteban de Gormaz  (917)
- Simancas (939)
- Barcelone (985)
- Torà (1006)
- Barbastro (1064)
- Sagrajas (1086)
- Alcoraz (1096)
- Bairén (1097)
- Consuegra (1097)
- Uclès (1108)
- Croisade norvégienne (1108-1109)
- Valtierra (1110)
- Congost de Martorell (1114)
- Cutanda (1120)
- Fraga (1134)
- Oreja (1139)
- Ourique (1139)
- Coria  (1142)
- Santarém  (1147)
- Lisbonne  (1147)
- Santarém  (1184)
- Alarcos (1195)
- Al-Damus  (1210)
- Las Navas de Tolosa (1212)
- Majorque  (1229)
- Jerez (1231)
- Puig de Cebolla (1237)
- Séville (1247-1248)
- Salé (1260)
- Révolte mudéjar  (1264-1266)
- Écija (1275)
- Algésiras  (1278-1279)
- Moclín  (1280)
- Gibraltar  (1309)
- Gibraltar  (1315)
- Gibraltar  (1333)
- Tarifa / Río Salado (1340)
- Algésiras  (1342-1344)
- Gibraltar  (1349-1350)
- Gibraltar  (1411)
- Ceuta (1415)
- La Higueruela (1431)
- Campagne de Grenade (1482-1492) : Lucena - Grenade

La bataille de Lucena, aussi appelée bataille de Martín González, est une bataille ayant eu lieu en 1483 à Lucena dans le cadre de la guerre de Grenade. Elle opposa les troupes du royaume de Castille et celles du royaume nasride de Grenade. Au cours de cette bataille, les Espagnols ont capturé Boabdil de Grenade et tué son général et beau-père Aliatar.

## Historique
Un mois après la défaite chrétienne dans les montagnes de Málaga, Boabdil, souhaitant poursuivre la guerre, décide de faire une incursion en territoire castillan. Son objectif est une ville mal défendue, Lucena, dont le gouverneur, Diego Fernández de Cordoue, n'est âgé que de dix-neuf ans. Mais un Grenadin révèle aux habitants de Lucena l'imminence d’un assaut. Ceux-ci fortifient la ville très rapidement. Le 20 avril 1483, Boabdil, à la tête de sept cents cavaliers et de neuf mille fantassins, est repoussé devant les murs de Lucena. Il subit de nombreuses pertes dues à l'intervention surprise de l'armée du comte de Cabra qui avait été averti de la manœuvre des Nasrides. Après plusieurs affrontements, les Castillans mettent en déroute Boabdil et ses troupes.
Pendant la bataille, le général et seigneur de Loja, Aliatar, beau-père de Boabdil, ainsi que plusieurs membres de l'aristocratie grenadine perdent la vie. Boabdil lui-même tombe entre les mains des chrétiens. Quoique ceux-ci, dans un premier temps, ne le reconnaissent pas, Boabdil est finalement retenu prisonnier dans la forteresse de Porcuna. 
Cet épisode marque le début de la chute du royaume de Grenade. Les conditions admises par Boabdil pour obtenir sa libération sont volontairement humiliantes pour un souverain d'al-Andalus. Ce dernier accepte les clauses demandées et promet ainsi de livrer un impôt de douze mille doublons de Jaén, l'équivalent de quatorze mille ducats ; de restituer les trois mille captifs chrétiens castillans ; de livrer comme otages son fils, le prince héritier Ahmad, son frère Yûsuf et dix jeunes aristocrates grenadins. Il accepte d'être le vassal des rois de Castille et il demande à la Castille de lui venir en aide pour reprendre son trône. Son père, Abû al-Hasan Alî, apprenant la captivité de son fils avec qui il est régulièrement en conflit, en profite pour récupérer le trône qu'il avait perdu l'année précédente lors d'un soulèvement. 
À la suite de cette bataille, les troupes castillanes ont acquis de nombreux trophées de guerre, dont notamment l'épée de Boabdil, ainsi que de nombreuses bannières.

## Historiographie
- (es) R Amador de los Ríos, Notas acerca de la batalla de Lucena y de la prisión de Boabdil en 1483 in Revista de Archivos, Bibliotecas y Museos no 16, 1907.
- (es) L Torres Balbás, Las mazmorras de la Alhambra in Cronica arqueologica de la España musulmana, 1944.
- (es) P. Luciano Serrano, Documentos referentes a la prision de Boabdil en 1483.